# Johanne Mathilde Dietrichson
Johanne Mathilde Dietrichson (nascida Bonnevie; 12 de julho de 1837 - 28 de novembro de 1921) foi uma pintora norueguesa que também fez esculturas e cerâmicas. Ela foi a primeira mulher norueguesa a receber uma educação formal em arte.